# الباب (صراع العروش)
الباب هي الحلقة الخامسة من الموسم السادس من الخيال التلفزيون سلسلة صراع العروش، والحلقة رقم 55 عموما. وقد كتب الحلقة كلٌ من ديفيد بينيوف ودي. بي. وايس وأخرجها جاك بيندر.
تم بث الحلقة في 22 مايو 2016.

## ملخص الحلقة
عبر البحر الضيّق في برافوس، تُعطَى (آريا) فُرصَة أخرى لإثبات ولائها ذلك عبر قتلها لمُمثّلة في مسرح برافوس المُتنقّل. وتعلَم (دنيرس) بمرض (جورا) وتأمره بالسعي لإيجاد شفاءٍ له. وفي ميرين، يلتقي (تيريون) بكاهِنَة حمراء وتعرض دعمها لـ (دنيرس) وأنّها هيَ المُختارَة. وبالعودة إلى ويستروس، يفوز (إيرون) على ابنَة أخيه (يارا) بالعرش على الرُغم من اعترافه أنّه قتل (بالون)، ويُسبّب هذا هرَب (يارا) و (ثيون) مع أسطولٍ من أفضل السفن. كما يَصِل اللورد (باليش) إلى القلعة السوداء ويلتقي خفاءً مع (سانسا) ويعرِض عليها دعمَ الوادي ويُخبِرها أن (بريندان تالي) قد جَمع جيشاً في ريفررن، إلّا أنها ترفض مساعدته. بعدها يُغادِر (جون) و (سانسا) القلعة لجمع الحُلفاء من العوائل الشماليّة. وفي شمال الجدار، يَعلَم (بران) في إحدى رؤاه أنّ أطفال الغابة هُم من صَنع السائرين وذلك لحمايتهم من البشر الأوائل. وفي رؤيَةٍ أُخرى، يرى (بران) نفسه وسط جيش السائرين، ويستطيع ملك الليل رؤيَته ويمسكه من يَده، يستيقظ (بران) فَزِعاً ويُخبِره الغراب ذي الثلاث عيون أن يهرُبَ من فوره إذ أنّ الكهف لم يَعُد آمناً. يصِل جيش السائرين إلى الكهف ويقتحموه، في حين أنّ (بران) مع الغراب يكونون في الرؤيا التي يُشاهِد فيها أباه و (هودور) في صِغرهم؛ يقوم السائرون بقتل الغراب، بينما يسمع (بران) في الماضي صوتَ (ميرا) تخبره بأن يتحكّم في (هودور) للفرار من الكهف. فيتحكّم (بران) في الماضي بـ (هودور) في الحاضر وينجحون بالفرار من الكهف؛ وبعد خروجهم من الكهف، تصرخ (ميرا) طالِبةً من (هودور) أن يُغلِق الباب منعاً من خروج السائرين، في حين هروب (ميرا) حاملةً معها (بران)، ويُقتَل (هودور) على أيديهم. أمّا في الماضي، يحصُل التماس في وعيِ (ويليس/هودور) فيستطيع رؤية (بران) ويبدو وكأنّه رآى جيش السائرين في المستقبل وهم يقتلونه، فيدخل في نوبَة ويسقط على الأرض ويبدأ بترديد كلمة «أغلِق الباب - Hold The Door» لتُصبِح فيما بعد «هودور» وهي الكلمة الوحيدة التي يمكنه قولها بسبب الفزع.

## روابط خارجية
- الباب على موقع IMDb (الإنجليزية)
- الباب على موقع ميتاكريتيك (الإنجليزية)
- الباب على موقع روتن توميتوز (الإنجليزية)
- الباب على موقع أول موفي (الإنجليزية)